# Porta Bari (Altamura)
Porta Bari (chiamata in passato porta de Bari) era una delle porte di accesso della città di Altamura, prima che la cinta muraria fosse quasi del tutto abbattuta nel corso dell'Ottocento. Come accaduto per la maggior parte delle città europee (come ad esempio Vienna), i rispettivi muri di cinta furono gradualmente abbattuti nel corso dell'Ottocento in quanto l'evolversi della tecnologia e delle tecniche militari le avevano rese sostanzialmente inutili da un punto di vista difensivo.

## Storia
La porta, nella forma odierna, fu realizzata a cavallo tra XVI e XVII secolo. La precedente porta era molto diversa dal prospetto che è possibile vedere oggi. In particolare, prima del rifacimento, la porta era sormontata da una piccola chiesa, la chiesetta di SS. Annunziata. La presenza della chiesetta compare per la prima volta in un documento del 1490 ed era super portam de Bari; documenti di visite successive alla chiesa testimoniano alcuni disagi relativi alla chiesa, raggiungibile solo attraverso una scala scomoda e posizionata sopra una delle porte della città.
Sul prospetto della porta è visibile un cartiglio, che riporta l'iscrizione, attribuita a Sant'Alfonso Maria de' Liguori:
( Meditazioni del padre Giuseppe Navarra, Padova, 1745.)
L'iscrizione sul cartiglio fa evidente riferimento al sacramento dell'Eucaristia, mentre al di sopra di esso si trova un ostensorio che originariamente era in pietra (più precisamente in mazzaro, lo stesso materiale dell'intera struttura). Nel 1939, per il primo Congresso eucaristico diocesano, l'ostensorio in pietra fu rimosso e sostituito da quello in ferro che è possibile vedere oggi. In basso sono riconoscibili le statue dei santi protettori della città, cioè Sant'Irene e San Giuseppe.
Al'esterno della porta il 22 marzo 1799 (durante la Rivoluzione altamurana del 1799) la "guardia civica" di Altamura, "in parata con tamburo battente e con i due stendardi francese e nazionale", salutò l'arrivo del governo dipartimentale. Inoltre dalla stessa porta, nella notte tra il 9 e il 10 maggio 1799 (durante la stessa Rivoluzione altamurana), quasi tutti gli altamurani riuscirono a fuggire, scampando così a Fabrizio Ruffo e all'Esercito della Santa Fede.
La porta, con l'adiacente struttura architettonica, si è salvata dall'abbattimento presumibilmente per via del pregio architettonico o perché inscindibile da Palazzo De Angelis-Viti. La parte superiore della porta e l'annesso palazzo non sono ancora stati restaurati e riportati al loro colore originale (come fatto, invece, per la Cattedrale di Altamura), nonostante la porta si trovi in corrispondenza dell'inizio di via Bari, e sia spesso la prima opera architettonica alla quale i turisti si trovano di fronte quando entrano nella città di Altamura.

## Galleria d'immagini

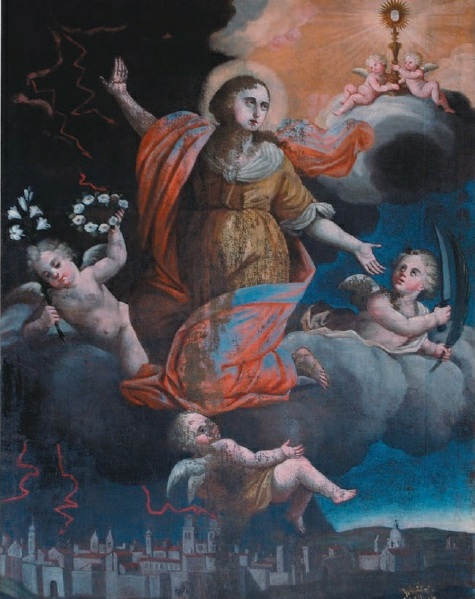
Porta Bari - Dipinto di Sant'Irene - Sala Consigliare del Comune di Altamura
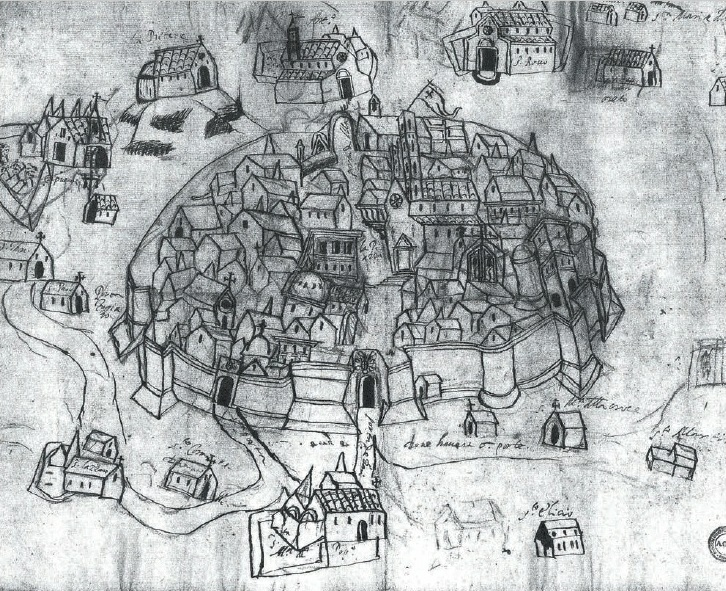
Vista del muro di cinta e di porta Bari risalente agli ultimi anni del XVI secolo, tratta dall'Archivio Generalizio Agostiniano Carte Rocca P32 (Biblioteca Angelica)
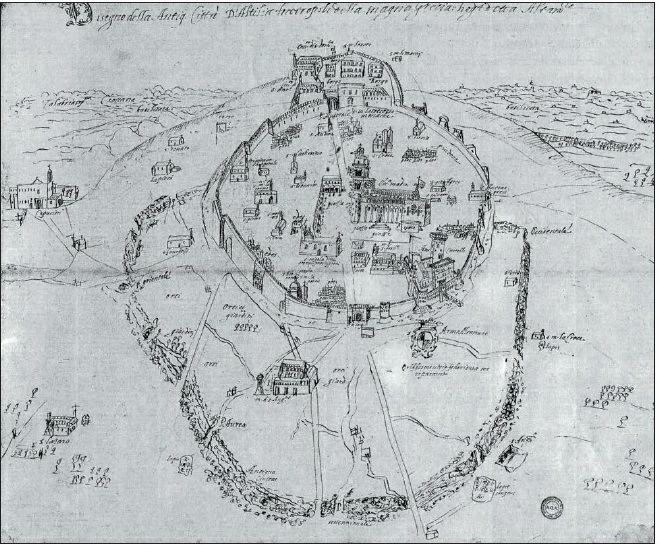
Un'altra vista, sempre risalente alla fine del XVI secolo, tratta dall'Archivio Generalizio Agostiniano Carte Rocca P33 (Biblioteca Angelica)
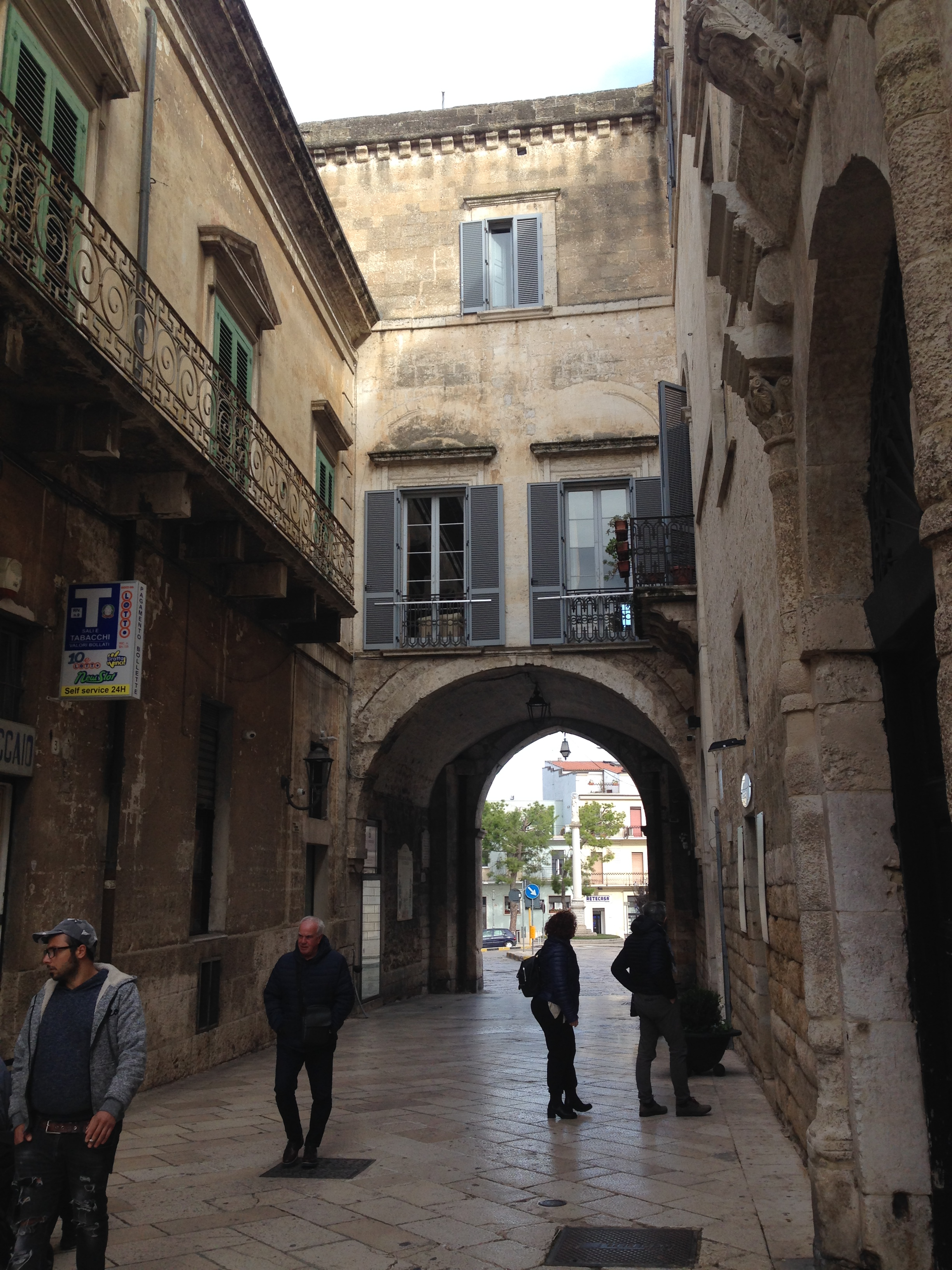
Vista dall'interno della porta
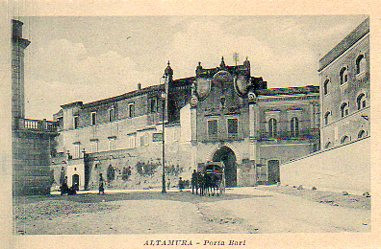
Porta Bari nei primi anni del Novecento